# Сімонсгавен
Сімонсгавен (нід. Simonshaven) — село в нідерландській провінції Південна Голландія. Входить до муніципалітету Ніссевард.